# Metepeira ypsilonota
Metepeira ypsilonota är en spindelart som beskrevs av Cândido Firmino de Mello-Leitão 1940. Metepeira ypsilonota ingår i släktet Metepeira och familjen hjulspindlar. Inga underarter finns listade i Catalogue of Life.